# Altalena gigante

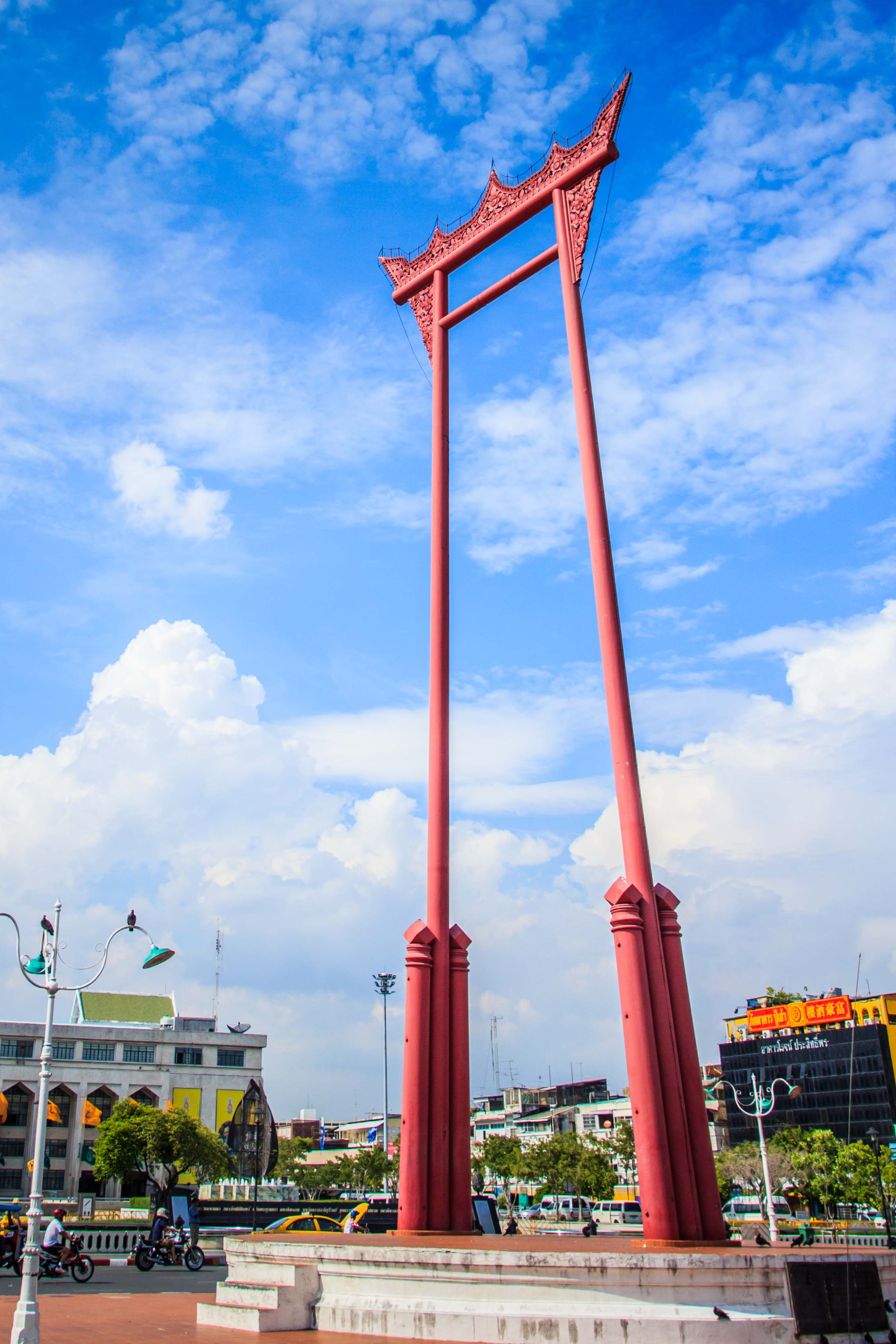
L'Altalena gigante

L'Altalena gigante, conosciuta anche con il nome Sao Ching-Cha o Giant Swing, è una struttura religiosa che si trova a Bangkok nel distretto di Phra Nakhon.

## Storia

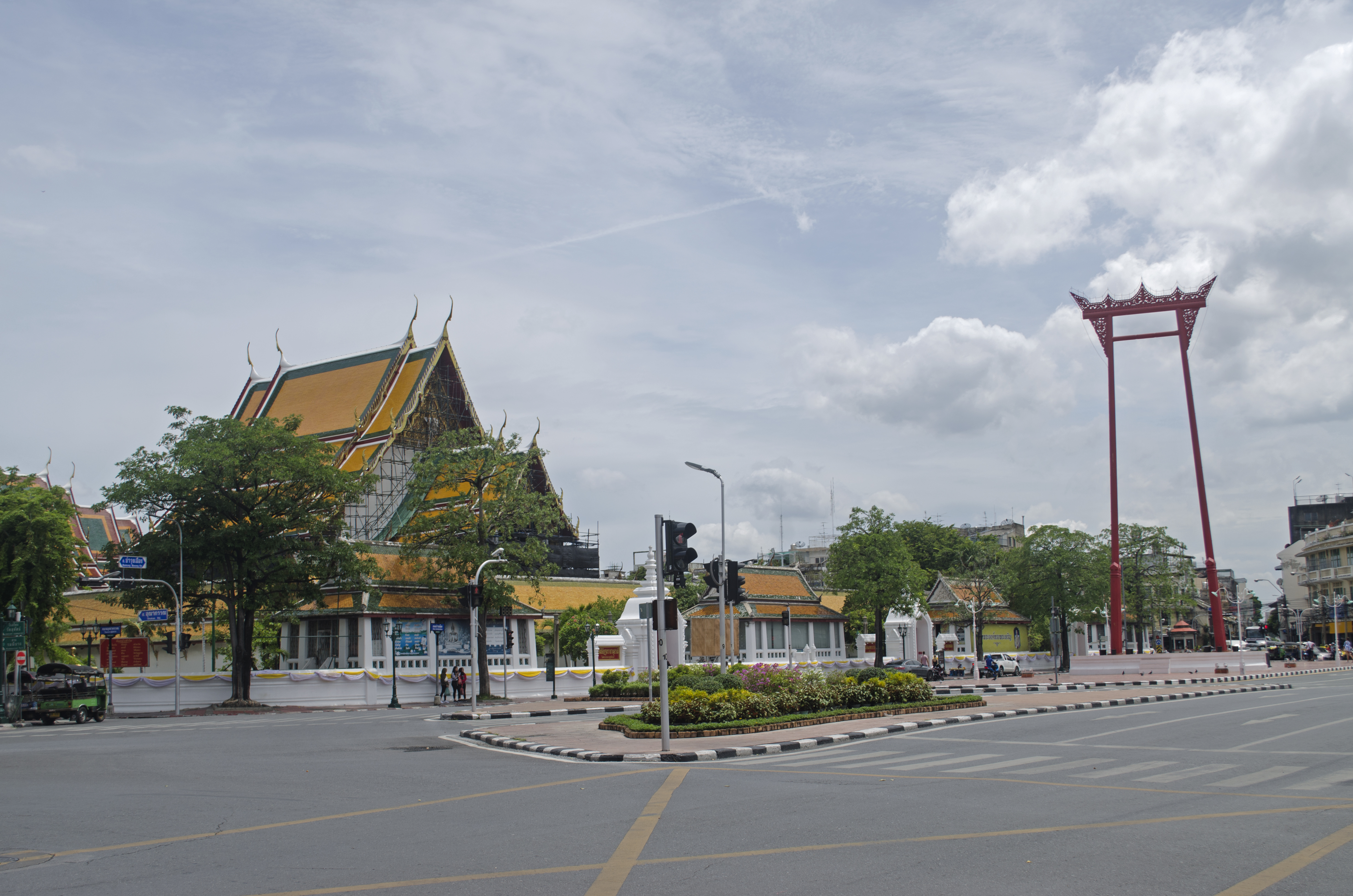
L'altalena gigante con il Wat Suthat alla sinistra

L'Altalena gigante fu costruita nel 1784 durante il regno di Rama I, di fronte al santuario Devasathan, ed è costituita da due imponenti pilastri rossi in legno di teck che si ergono per 21,50 metri su un piedistallo a forma di fiore di loto in cemento bianco.
L'Altalena veniva utilizzata dai bramini per rendere omaggio alla visita sulla Terra da parte di Shiva dopo la creazione del mondo ad opera di Brahma. Secondo l'antica mitologia indù, quando Shiva discese sulla Terra, i serpenti Naga si avvolsero attorno alle montagne per mantenere la Terra al suo posto e, dopo che Shiva trovò la terra solida, i Naga si trasferirono nei mari per festeggiare e resero la terra completamente stabile.
La cerimonia dell'Altalena rievocava quest'avvenimento e prevedeva che i bramini si dondolassero in archi sempre più alti nel tentativo di raggiungere un sacchetto di monete posto su uno dei pilastri. Chiunque prendesse l'oro poteva tenerlo, ma non era un'impresa da poco, e le morti erano frequenti  tanto che, dopo svariati decessi, la cerimonia venne abolita nel 1935.
L'Altalena gigante che si vede oggi non è più quella del Settecento, ma è stata ricostruita nel 2007 e le travi di quella originale sono conservate all'interno del Museo nazionale di Bangkok.

## Nella cultura popolare
L'altalena gigante è  una delle attrazioni turistiche della capitale della Thailandia ed è presente nei videogiochi Mario Kart Tour e Mario Kart 8 Deluxe come parte dell'ippodromo Bangkok Rush.